# Cyathocalyx pahangensis
Espèce
Synonymes
- Cyathocalyx pahangensis (M.R.Hend.) J.Sinclair[2]

Statut de conservation UICN

 LC  : Préoccupation mineure
Cyathocalyx pahangensis est une espèce de plantes à fleurs de la famille des Annonaceae originaire de la Malaisie et de Sumatra.
Selon Plants of the World Online, c'est un synonyme de Drepananthus pahangensis.

## Publication originale
- Gardens' Bulletin, Straits Settlements 14: 240. 1955.